# Kathedersozialismus
Der Ausdruck Kathedersozialismus war eine meist polemisch-abwertend gebrauchte Bezeichnung für die Ideen einer Gruppe von Wissenschaftlern der Nationalökonomie, die sich gegen Ende des 19. Jahrhunderts aus strategischer Motivation heraus für eine staatliche Sozialpolitik einsetzten, um der revolutionären Sozialdemokratie entgegenzuwirken. Heute wird der Begriff in der Geschichtswissenschaft auch wertneutral gebraucht.

## Wortherkunft
Mit dem Ausdruck Kathedersozialismus hat der Rechtswissenschaftler und liberale Politiker Heinrich Bernhard Oppenheim zuerst in einem Artikel der Nationalzeitung vom 7. Dezember 1871, dann in seiner 1872 erschienenen Schrift Kathedersozialismus die Professoren der Nationalökonomie polemisch charakterisiert, die sich seinerzeit vehement für eine staatliche Sozialpolitik einsetzten. „Katheder“ war damals gängige Bezeichnung für das Pult eines Schul- oder Hochschullehrers. Der Begriff spielt also darauf an, dass die damaligen Vertreter des Kathedersozialismus aus dem akademischen Milieu stammten.

## Vertreter
Der so gekennzeichneten Gruppe von Hochschullehrern wurden Nationalökonomen zugeordnet wie Gustav von Schmoller, Hans Delbrück, Lujo Brentano, Adolf Held, Werner Sombart und Adolph Wagner.
Vertreter dieser Richtung wie Gustav von Schönberg und Erwin Nasse gründeten 1901 die Gesellschaft für soziale Reform. Sie unterstützte Maßnahmen zur Einführung von Sozialversicherungen. Gleichzeitig bemühte sie sich um Einfluss auf die Anhänger des Reformismus, die innerhalb der SPD für eine Umgestaltung des Staates durch Reformen statt durch Revolution eintraten. Nach der Analyse des deutschen Parteiensystems durch M. Rainer Lepsius gab es jedoch eine „Moralgrenze“ zwischen den bürgerlich-konfessionellen Gesinnungsgemeinschaften und der Arbeiterbewegung, die die Isolierung der Arbeiterbewegung aus dem System bewirkte.
Schumpeter stellte fest, dass unter der politischen Hinwendung der deutschen Nationalökonomie auf die soziale Frage bzw. aktuelle Themen der Sozial- und Wirtschafts- und Gesellschaftspolitik die Qualität der akademischen Lehre gelitten habe, was schließlich innerhalb des Vereins für Socialpolitik zum Werturteilsstreit geführt habe. Nach Schumpeters Auffassung ging es dabei weniger um ein erkenntnistheoretisches Problem als darum, ob ein politisches Glaubensbekenntnis fachökonomische Qualifikation ersetzen dürfe. Doch hat der Verein eine beeindruckende Reihe von 188 Bänden zu wirtschaftlichen Einzelfragen produziert, teilweise durch Arbeitsgruppen oder unter Hinzuziehung von Privatgelehrten.
Die damals noch sozialdemokratische Politikerin Rosa Luxemburg vermerkte in der 2. Auflage ihrer Schrift „Sozialreform oder Revolution?“, dass dieselben „Kathedersozialisten“ wenige Jahre später als Reichstagsabgeordnete für die Verlängerung des Sozialistengesetzes gestimmt hätten. Für Sozialreformen sei von den Professoren, die übrigens auch für Schutzzölle, Militarismus usw. eintraten, „nicht ein Jota geleistet worden“; der Verein befasse sich seither auch mit Krisen, Kartellen und dergleichen.

## Wertung und Wirkung des BegriffsKathedersozialismus
Joseph A. Schumpeter nannte diese Bezeichnung „eine unübertreffliche Ungeschicktheit“, Rosa Luxemburg schrieb: „Dieselben von dem Liberalen Oppenheim ironisch als ‚Kathedersozialisten‘ bezeichneten Herren“. Dennoch, oder gerade deswegen, hat sich diese Bezeichnung als politisches Schlagwort festgesetzt.